# Inostemma abnorme
Inostemma abnorme är en stekelart som beskrevs av Perkins 1910. Inostemma abnorme ingår i släktet Inostemma och familjen gallmyggesteklar. Inga underarter finns listade i Catalogue of Life.